# (4216) Neunkirchen
(4216) Neunkirchen ist ein Hauptgürtelasteroid, der am 14. Januar 1988 von Henri Debehogne vom La-Silla-Observatorium aus entdeckt wurde.
Der Asteroid ist nach der Stadt Neunkirchen in Österreich benannt. Neunkirchen ist der Geburtsort der beiden österreichischen Astronomen Hermann F. Haupt und Gerhard Hahn.